# 비야네 스트롭스트룹
비야네 스트롭스트룹(덴마크어: Bjarne Stroustrup, 1950년 12월 30일 ~ )은 C++ 프로그래밍 언어를 개발한 것으로 유명한 덴마크의 컴퓨터 과학자이며, 2014년 현재 모건 스탠리에서 기술부서 전무(Managing Director)로 재직중이며, 컬럼비아 대학교 객원교수이자 텍사스 A&M 대학교 컴퓨터과학과의 연구특임교수이다.

## 교육
스트롭스트룹은 1975년 덴마크의 Aarhus 대학에서 수학과 컴퓨터 과학 석사를 받았고, 1979년 영국 케임브리지 대학교에서 컴퓨터 과학 분야의 박사학위를 받았다. 캠브릿지에서 그의 논문 지도교수는 David Wheeler이다

## 경력
스트롭스트룹은 1978년부터 C++를 개발하기 시작하였으며 (당시엔 "클래스를 가진 C"(C with Classes)라고 불렸다), 그의 말에 따르면 "C++를 발명하였고, 초기 정의 부분을 썼으며, 최초의 실행물을 만들었고, C++의 디자인 규격을 선택하고 생성하였으며, 모든 주요기능을 디자인하였고, C++ 표준위원에서 확장제안을 처리하는 책임자였다"고 한다. 또한 스트롭스트룹은 많은 사람들이 C++언어의 표준 참고서라고 생각하는 책인 C++프로그래밍 언어를 저술하였다.
스트롭스트룹은 2002년까지는 AT&T 벨 연구소에서 대형 프로그래밍 연구부(Large-scale Programming Research department)의 부서장을 역임하였다. 또한 미국 공학학회 회원으로 2004년에 선출된 적이 있다. 스트롭스트룹은 또한 ACM(1994)의 회원(Fellow)이며 IEEE회원(Fellow)이다. 그는 현재 저명한 교수로서 미국텍사스A&M대학교의 공과대학 컴퓨터과학과 석좌교수로 재직중이다.

## 저서
스트롭스트룹은 다음과 같은 여러 책의 저자 또는 공저자이다.
- C++언어로 배우는 프로그래밍의 원리와 실제 - 비야네 스트롭스트룹 저 – 애디슨-웨슬리 프로페셔널; 1판 (2008년 12월 29일); ISBN 0-321-54372-6
- C++프로그래밍 언어 - 비야네 스트롭스트룹 저 – 애디슨-웨슬리 출판사; 4판 (2013년 5월 23일); ISBN 0-321-56384-0
- C++의 디자인과 진화 - 비야네 스트롭스트룹 저 – 애디슨-웨슬리 출판사; 초판 (1994년 3월 29일); ISBN 0-201-54330-3
- 주석있는 C++ 참고 메뉴얼 - 마가렛 A. 엘리스 & 비야네 스트롭스트룹 공저 – 애디슨-웨슬리 출판사; (1990년 1월 1일); ISBN 0-201-51459-1

## 참고
1. ↑  스트롭스트룹 경력